# Rodrigo Arocena
Rodrigo Arocena Linn (Montevideo, 23 de febrero de 1947) es un matemático, cientista social y docente uruguayo. Fue elegido rector de la Universidad de la República, cargo que ocupó  desde julio de 2006 hasta agosto de 2014.

## Biografía
Hijo de Germán Arocena Capurro y de Mercedes Linn Davie, pertenece a una familia de clase alta uruguaya. Su único hermano, Ignacio Arocena Linn, es un detenido desaparecido. Fue detenido el 20 de agosto de 1978 en Argentina, durante la dictadura cívico-militar (1976-1983). 
Estudió en la Escuela y Liceo Elbio Fernández. y continuó sus estudios en la Facultad de Ingeniería. Al poco tiempo ingresó como docente en el Instituto de Matemática y Estadística, hoy denominado "Rafael Laguardia".
Durante la dictadura cívico-militar de Uruguay, y luego de un período en prisión, Arocena tuvo que exiliarse. 
Luego de un pasaje por Buenos Aires, emigró a Venezuela, donde obtuvo la licenciatura en matemática en 1976 en la Universidad Central de Venezuela (UCV). Posteriormente, en 1979 en la misma universidad, obtuvo el doctorado en ciencias, mención matemáticas, bajo la dirección de Mischa Cotlar en el área del análisis funcional. Más adelante Arocena decidió cambiar de tema de estudio, dedicándose a las ciencias sociales. En 1990 obtuvo el doctorado en estudios del desarrollo en el Centro de Estudios del Desarrollo (CENDES) de la Universidad Central de Venezuela. 
Fue docente e investigador en la Universidad del Zulia y en la Escuela de Física y Matemáticas de la Facultad de Ciencias de la UCV. En Uruguay fue docente de matemática y de ciencia y desarrollo en la Facultad de Ciencias, llegando a ser responsable de la Unidad de Ciencia y Desarrollo de dicha Facultad.

## Publicaciones
Es autor de más de 30 artículos en el área de las ciencias sociales, dedicados al estudio de la ciencia en Uruguay y América Latina, el exilio, la tecnología, la Universidad de la República. Ha publicado 16 libros (en calidad de autor, coautor, o editor) sobre temáticas sociales similares.
En el área de la matemática, ha publicado entre los años 1979 y 1998 unos 40 artículos sobre análisis funcional y armónico, operadores unitarios sus extensiones y levantamientos.

## Rector de la Universidad
Rodrigo Arocena es electo rector de la Universidad en la tercera votación (la última instancia posible) en la Asamblea General del Claustro. Luego del desistimiento de diversos candidatos, las opiniones se dividían entre Rodrigo Arocena y Roberto Markarian otro matemático también iniciado como docente en el Instituto de Matemática y Estadística Rafael Laguardia en el mismo período que Arocena. Arocena contó con el apoyo mayoritario de los estudiantes de la Federación de Estudiantes Universitarios del Uruguay en la Asamblea General del Claustro que impulsaron su candidatura, mientras que Markarian contó con la mayoría del apoyo de los docentes de la Asociación de Docentes de la Universidad de la República (ADUR).
| Predecesor: Rafael Guarga | Rector de la Universidad de la República 2006 - 2010 2010 - 2014 | Sucesor: Roberto Markarian |